# Armstrong (Missouri)
Armstrong é uma cidade localizada no estado americano de Missouri, no Condado de Howard.

## Demografia
Segundo o censo americano de 2000, a sua população era de 287 habitantes. 
Em 2006, foi estimada uma população de 282, um decréscimo de 5 (-1.7%).

## Geografia
De acordo com o United States Census Bureau tem uma área de 
2,2 km², dos quais 2,2 km² cobertos por terra e 0,0 km² cobertos por água. Armstrong localiza-se a aproximadamente 254 m acima do nível do mar.

## Localidades na vizinhança
O diagrama seguinte representa as localidades num raio de 20 km ao redor de Armstrong. 